# Prasátko Olivie
Prasátko Olivie je smyšlená postava ze série dětských knih napsaných a ilustrovaných Ianem Falconerem.

## Jak vznikla
Když výtvarník a scénograf Ian Falconer poprvé spatřil svou novorozenou neteř, která se nikoli náhodou jmenuje Olivie, jeho život se od základů změnil. „Prostě mě uchvátila,“ řekl v rozhovoru pro webovou stránku knihkupectví Barnes & Noble. „Chtěl jsem jí vyrobit dárek, a tak jsem se pustil do práce na téhle knížce.“
Z dárku pro neteř se vyklubala první v řadě široce oblíbených dětských knih. Úspěch se ale nedostavil přes noc. Falconer knihu poslal nejprve do jedné manhattanské agentury. Literárního agenta okouzlilo provedení ilustrací, ale autorovi doporučil, aby navázal spolupráci s nějakým profesionálním spisovatelem. „A tak jsem knížku radši strčil do šuplíku,“ vysvětlil Ian Falconer. „O několik let později mi zavolala Anne Schwartzová z nakladatelství Simon & Schuster. Líbila se jí moje práce pro časopis The New Yorker a zeptala se mě, jestli bych nechtěl napsat knížku pro děti. Tak jsem jí ukázal Olivii.“ Naštěstí Anne Schwartzová pochopila, jaký má Falconerovo rázné prasátko potenciál, a jeho úplně první knihu vydala.
Ačkoli nápad na knihu vnukla Falconerovi jeho neteř, podoba prasátka byla inspirována jinou Olivií, a sice jistou Olivií Babcockovou. Když se blogeři ze stránky Kids Book Buzz Iana Falconera na Children’s Book Tour ve Wisconsinu zeptali, čím se při ilustrování inspiroval, odpověděl: „Stejně jako většině autorů se mi kreslí líp, když ilustrace zakládám na něm ze svého okolí, a nevycházím čistě a jen ze své představivosti. Skici prasátka Olivie jsem několik týdnů předělával, až jsem jednoho dne narazil na děvče, o jejíž vzhled jsem se při kreslení mohl opřít, aniž bych v návrzích musel provádět nějaké zásadní změny. Čirou náhodou se ta dívka taky jmenovala Olivie.“
Olivie není jedinou postavou Falconerových knížek, jejíž předlohou je skutečná osoba. Autor tvrdí, že všichni členové prasečí rodiny jsou založeni na příbuzných jeho sestry.

## Koncept a výtvarný styl
Série ve světě dětských obrázkových knih vyčnívá především svým strohým minimalismem. Falconer se při ilustrování inspiroval stylem Dr. Seusse a rozhodl se doprovodit příběhy úspornými černobílými obrázky příležitostně zvýrazněnými červenou barvou a obohacenými skutečnými díly od slavných umělců, například Degase a Pollocka. Každá knížka navíc k původní černé, bílé a červené přidává novou barvou, která jí propůjčuje charakteristickou podobu.
Podobně minimální je i příběh líčící kousky hyperaktivního selátka, které pokouší maminčinu trpělivost neustálým prozpěvováním, čmáráním po zdech, tancováním a všeobecně dětinským chováním. „Není to úplný spratek, ale ano, leccos jí projde,“ řekl Falconer o svém výtvoru. „Dělá si, co chce, vyvolává chaos, a stejně jí to prochází. Všechno, co tropí, je totiž zajímavé. Podle mě by Olivie měla mít k ostatním trochu víc ohledu, ale pak by s ní nebyla ani zdaleka taková legrace.“

## Knihy
Děti ani dospělí rozhodně nepřehlédli, jak je prasátko Olivie zábavné. Díky jejich neutuchajícímu zájmu se první kniha Olivie (2000) umístila na seznam nejprodávanějších knížek deníku The New York Times, získala ocenění Caldecott Honor za výjimečné ilustrace a vynikající způsob přiblížení příběhu dětem formou obrázků (2001), v roce 2007 se dostala na seznam amerických učitelů „Top 100 dětských knih“ (National Education Association) a v roce 2012 do žebříčku „Top 100 obrázkových knih všech dob“ (School Library Journal).
O rok později vyšla druhá kniha Olivie zachraňuje cirkus, ve které si oblíbené prasátko vymýšlí báchorky o krocení lvů a chůzi po provaze a která obdržela cenu Book Sense pro nejlepší dětskou ilustrovanou knihu roku 2002.
Další rok přibyla hned dvě dobrodružství – Olivia’s Opposites (Oliviiny protiklady) a Olivia Counts (Olivie počítá), v nichž prasátko udílí malým čtenářům neocenitelné lekce. V Olivia… and the Missing Toy (Olivie a ztracená hračka, 2003) si hraje na detektiva.
V potřeštěném dobrodružství Olivia Forms a Band (Olivie zakládá kapelu) nadělá Olivie doposavad nebývalou neplechu, když se rozhodne založit hudební skupinu o jednom členu a jako nástroje použít věci posbírané všude po domě. Knížka je v sérii průkopnická tím, že do palety barev přidává odstíny modři.
Všechny knihy se vyznačují Falconerovým charakteristickým humorem a nezaměnitelným výtvarným stylem.

### Anglicky vyšlo
- Olivia (2000)
- Olivia Saves the Circus (2001)
- Olivia's Opposites (2002)
- Olivia Counts (2002)
- Olivia...and the Missing Toy (2003)
- Teatro Olivia (2004)
- Olivia Forms a Band (2006)
- Dream Big (starring Olivia) (2006)
- Olivia Helps with Christmas (2007)
- Olivia Goes to Venice (2010)
- Olivia and the Fairy Princesses (2012)

### Česky vyšlo
- Olivie (Olivia, B4U Publishing, 2013, překlad: Veronika Kopečková, Gabriela Oaklandová, ISBN 978-80-87222-17-1, vázaná s přebalem)
- Olivie zachraňuje cirkus (Olivia Saves the Circus, B4U Publishing, 2013, překlad: Veronika Kopečková, Gabriela Oaklandová, ISBN 978-80-87222-18-8, vázaná s přebalem)

## Úspěchy
Skutečná Olivie na popularitu selátka reaguje jako pravá celebrita. „Jednou jsem seděl na autogramiádě v Connecticutu a někdy v polovině se objevila Olivie s rodiči, jen tak, aby mě pozdravila,“ vypráví Falconer. „Tehdy jí bylo asi pět. Zničehonic si sedla a začala se taky podepisovat, protože měla dojem, že se to sluší.“

### Ocenění
- Caldecott Honor (2000, Olivia)
- Parent's Choice 2000, Gold Award Winner
- Nick Jr. Best Book of 2001
- American Library Association Notable Children's Books 2000 & 2001
- Child's Best Book of 2001
- Los Angeles Times Best Books of 2000 & 2001
- Publishers Weekly, Best Books of 2000 & 2001
- Book Sense Illustrated Children's Book of the Year (2002, Olivia Saves the Circus)
- Child Magazine's Best Children's Book Award (2006, Olivia Forms a Banc)
- „Oblíbený ilustrátor“ na Children's Choice Book Awards (2008, Olivia Helps with Christmas)

### Cizojazyčná vydání
Knihy o Olivii byly přeloženy do mnoha jazyků: francouzštiny, němčiny, španělštiny, portugalštiny, italštiny, nizozemštiny, čínštiny, japonštiny, dánštiny, švédštiny, finštiny, ruštiny, hebrejštiny, latiny a v roce 2013 konečně i do češtiny.

## Animovaný seriál
V roce 2008 navázaly kabelová televize Nickelodeon a produkční společnost Chorion spolupráci a přetvořily úspěšnou knižní řadu v britsko-americký dětský animovaný televizní seriál Olivia (též známý jako Welcome to the World of the Pig Olivia). Počítačově generovaný 3D seriál byl produkován animačním studiem Brown Bag Films, které získalo nominaci na cenu Americké filmové akademie. Vysílání začalo 26. ledna 2009. První dvě série mají dohromady 33 epizod.
Seriál lze zhlédnout v Americe, Británii a Irsku, ve Francii, v Norsku, Švédsku, Nizozemsku, Polsku, Maďarsku, Kanadě i Latinské Americe. Pořad vyhrál stříbrné ocenění Parents' Choice Award za pozitivní příběhovou linii a postavy.

## Kde ještě najdete Olivii
V roce 2006 se Olivie stala jednou z osmi literárních postav, které se objevily na speciálních poštovních známkách vydaných americkou poštovní službou v rámci série „oblíbená zvířátka z knížek pro děti“.
V roce 2011 se Chorion spojila s vývojářskou společností Polin8 Media a vytvořila interaktivní aplikaci pro iPad nazvanou „Olivia Acts Out“ (Olivie a školní besídka). Aplikaci lze zakoupit v internetovém obchodě iTunes.
Olivie se dá také pořídit jako plyšová hračka, karnevalový kostým, k dostání jsou dekorace, náramky, oblečení a mnoho dalších věcí s jejími motivy.